# 魯邦連者VS巡邏連者VS九連者
《魯邦連者VS巡邏連者VS九連者》（日语：ルパンレンジャーVSパトレンジャーVSキュウレンジャー），是日本《超級戰隊系列》於2019年推出的VS劇場版（V-Cinext），其中包括《快盜戰隊魯邦連者VS警察戰隊巡邏連者》和《宇宙戰隊九連者》的演員陣容，於2019年5月3日在日本影院上映，並於2019年8月21日在DVD和Blu-ray上發行。

## 概要
- 本作為《快盜戰隊魯邦連者VS警察戰隊巡邏連者》和《宇宙戰隊九連者》的聯動劇場版。
- 本作為《超級戰隊系列》於令和時代上映的第一部劇場版作品。
- 本作為首次登場主要人物的總人數達到合計20以上的VS劇場版。
- 本作繼《海賊戰隊豪快者 VS 宇宙刑事卡邦 The Movie》、《特命戰隊Go Busters VS 海賊戰隊豪快者 THE MOVIE》、《獸電戰隊強龍者 VS Go Busters 恐龍大決戰！ 再見永遠的朋友啊》再次出現歴代相關的戰隊成員於聯動劇場版客串演出。

## 故事
九連者最終進入了魯邦連者的宇宙，巡邏連者與九連者合作找到了他們。與此同時，Don Arkage邀請Gangler成員獲得Jark Matter的埋藏寶藏，讓Don Armage成為他宇宙的統治者。

## 登場人物

### 《快盜戰隊魯邦連者》
- 夜野魁利 / 魯邦紅 / 巡邏連1號 -伊藤明日陽
- 宵町透真 / 魯邦藍 / 巡邏連2號 -濱正悟
- 早見初美花 / 魯邦黃 / 巡邏連3號 -工藤遙

### 《警察戰隊巡邏連者》
- 朝加圭一郎 / 巡邏連1號 -結木滉星
- 陽川咲也 / 巡邏連2號 -橫山涼
- 明神司紗 / 巡邏連3號 -奧山和紗

### 魯邦X / 巡邏連X
- 高尾諾爾 / 魯邦X / 巡邏連X -元木聖也

### 《宇宙戰隊九連者》
- 拉奇 / 獅子紅 / 獅子紅獵戶 -岐洲匠
- 斯汀格 / 天蠍橘 -岸洋佑
- 加魯 / 野狼藍 -CV:中井和哉
- 巴蘭斯 / 天秤金 -CV:小野友樹
- 查普 / 金牛黑 -CV:大塚明夫
- 納卡・雷 / 蛇夫銀 -山崎大輝
- 哈米 / 變色龍綠 -小大久保櫻子
- 拉普達 283 / 天鷹粉紅 -CV:M·A·O
- 斯帕達 / 劍魚黃 -榊原徹士
- 蕭・龍波 /  天龍司令 -CV:神谷浩史
- 佐久間小太郎 / 小熊天藍 -田口翔大
- 鳳劍岳 / 鳳凰士兵 -南圭介

### 《動物戰隊獸王者》
- 門藤操 / 獸王世界 -國島直希

### 相關人物
- 小暮先生 -溫水洋一

侍奉著稀世之大快盜——「亞森·魯邦」後裔的神秘管家。
- 希爾托普 管理官 -艾克·瓦拉

國際特別警察機構日本分部的成員，巡邏連者的管理官。
- 吉姆・卡特 - CV:釘宮理惠

國際特別警察機構日本分部所屬的事務用機器人。
- Hoshi☆Minato -松本寬也

宇宙第一藝人。

### 本作登場人物
- 東・阿爾卡格 Don・Arkage - CV:谷昌樹

為東・阿爾瑪格的影武者。

## 演員

### 快盜戰隊魯邦連者VS警察戰隊巡邏連者
- 夜野魁利 / 魯邦紅（聲） - 伊藤明日陽（台配：王辰驊）
- 宵町透真 / 魯邦藍（聲） - 濱正悟（台配：賈文安）
- 早見初美花 / 魯邦黃（聲） - 工藤遙（台配：林筱玲）
- 朝加圭一郎 / 巡邏連1號（聲） - 結木滉星（台配：馬伯強）
- 陽川咲也 / 巡邏連2號（聲） - 橫山涼（台配：孟慶府）
- 明神司紗 / 巡邏連3號（聲） - 奧山和紗（台配：張乃文）
- 高尾諾爾 / 魯邦X（聲） / 巡邏連X（聲） - 元木聖也（台配：傅品晟）
- 小暮先生 - 溫水洋一（台配：馬伯強）
- Hilltop管理官 - 艾克·瓦拉（台配：孟慶府）

### 宇宙戰隊九連者
- Lucky / 獅子紅（聲） - 岐洲匠（台配：賈文安）
- Stinger / 天蠍橙（聲） - 岸洋佑（台配：王辰驊）
- Naga・Ray / 蛇夫銀（聲） - 山崎大輝（台配：傅品晟）
- Hammy / 蝘蜓綠（聲） - 大久保櫻子（台配：張乃文）
- Spada / 劍魚黃（聲） - 榊原徹士（台配：孟慶府）
- 佐久間小太郎 / 小熊天藍（聲） - 田口翔大（台配：張乃文）
- 鳳劍岳 / 鳳凰士兵（聲） - 南圭介（台配：傅品晟）
- Hoshi★Minato - 松本寬也（台配：傅品晟）

### 動物戰隊獸王者
- 門藤操 / 獸王世界（聲）-國島直希（台配：孟慶府）

### 配音演出
- Garu / 豺狼藍 - 中井和哉（台配：賈文安）
- Balance / 天秤金 - 小野友樹（台配：孟慶府）
- Champ / 金牛黑 - 大塚明夫（台配：王辰驊）
- Raptor 283 / 天鷹粉紅 - M・A・O（台配：林筱玲）
- 蕭・龍波 / 天龍司令 - 神谷浩史（台配：馬伯強）
- 最佳前鋒（Gooty） - 三矢雄二 （台配：王辰驊）
- Jim Carter - 釘宮理惠（台配：張乃文）
- Don・Arkage - 谷昌樹（台配：馬伯強）